# Thailands nationalvåben
Thailands nationalvåben kendetegner Garuda (Solørnen), en figur fra den indiske/den hinduistiske mytologi. 
I Thailand bliver denne figur brugt som den royale families symbol. 
Garuda kendetegner også Indonesiens nationalvåben. 
- Wikimedia Commons har flere filer relateret til Thailands nationalvåben

| Artikelstump | Spire Denne artikel om et rigsvåben eller statsvåben er en spire som bør udbygges. Du er velkommen til at hjælpe Wikipedia ved at udvide den. |